# Одзи (станция, Токио)
Станция Одзи (яп. 王子駅 о:дзи эки) — железнодорожная станция на линиях Кэйхин-Тохоку и Намбоку расположенная в специальном районе Кита, Токио. Станция обозначена номером N-16 на линии Намбоку. Также на станции останавливается трамвай линии Тодэн-Аракава. Станция линии Тодэн-Аракава носит название Станция Одзи-Экимаэ (яп. 王子駅前停留場 о:дзи экимаэ тэйрю:дзё:). На платформе станции линии Намбоку установлены платформенные раздвижные двери. На платформе станции линии Кэйхин-Тохоку установлены автоматические платформенные ворота.

## История
- 1883-07-28: Открытие станции JR.
- 1915-04-17: Открытие станции линии Тодэн-Аракава.
- 1991-11-29: Открытие станции линии Намбоку.

## Планировка станции

### JR East

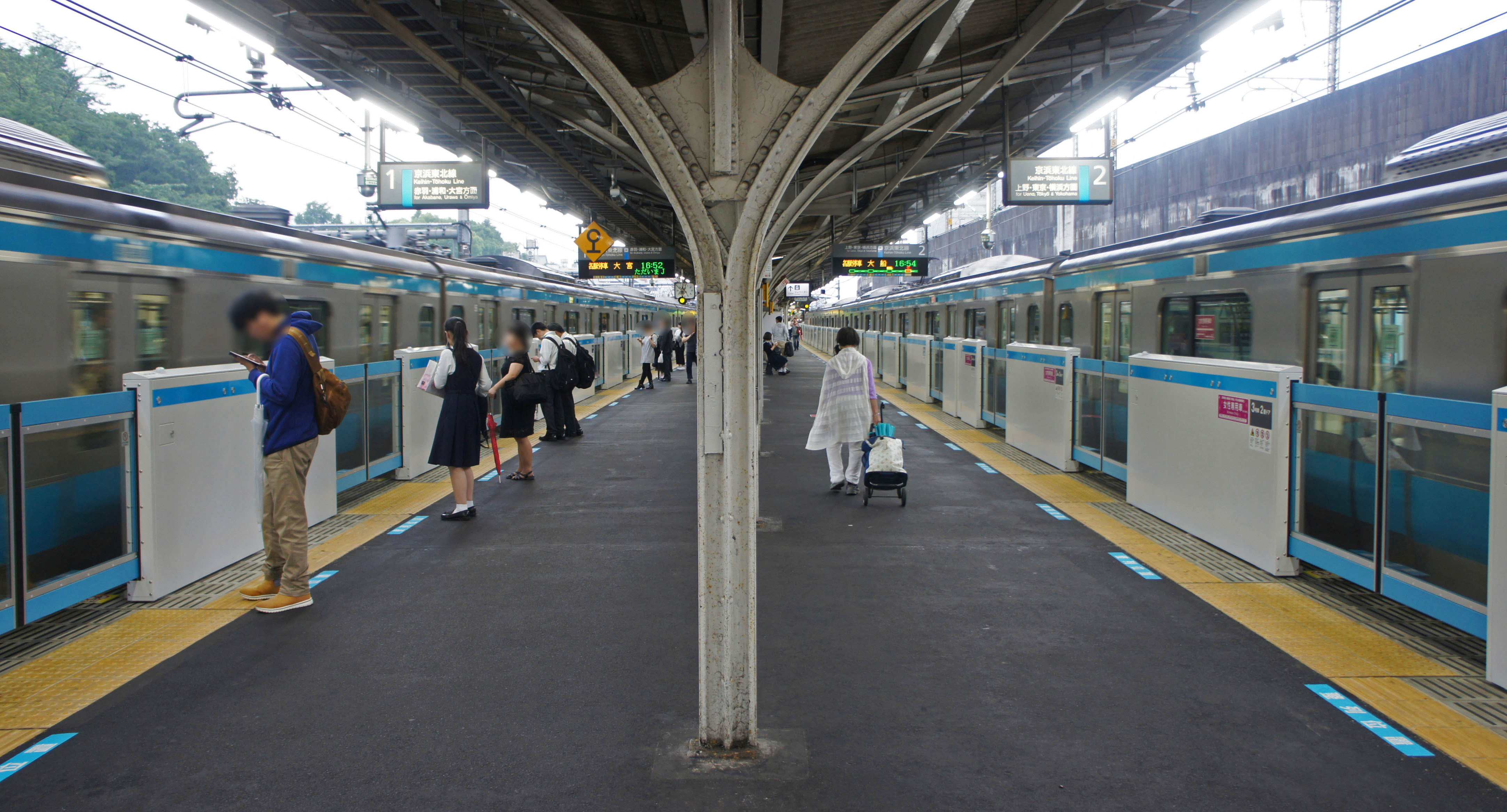
Платформа линии Кэйхин-Тохоку

Одна платформа островного типа и 2 пути.
| 1 | ■ Линия Кэйхин-Тохоку | Акабанэ, Урава, Омия      |
| 2 | ■ Линия Кэйхин-Тохоку | Токио, Кавасаки, Иокогама |

### Tokyo Metro

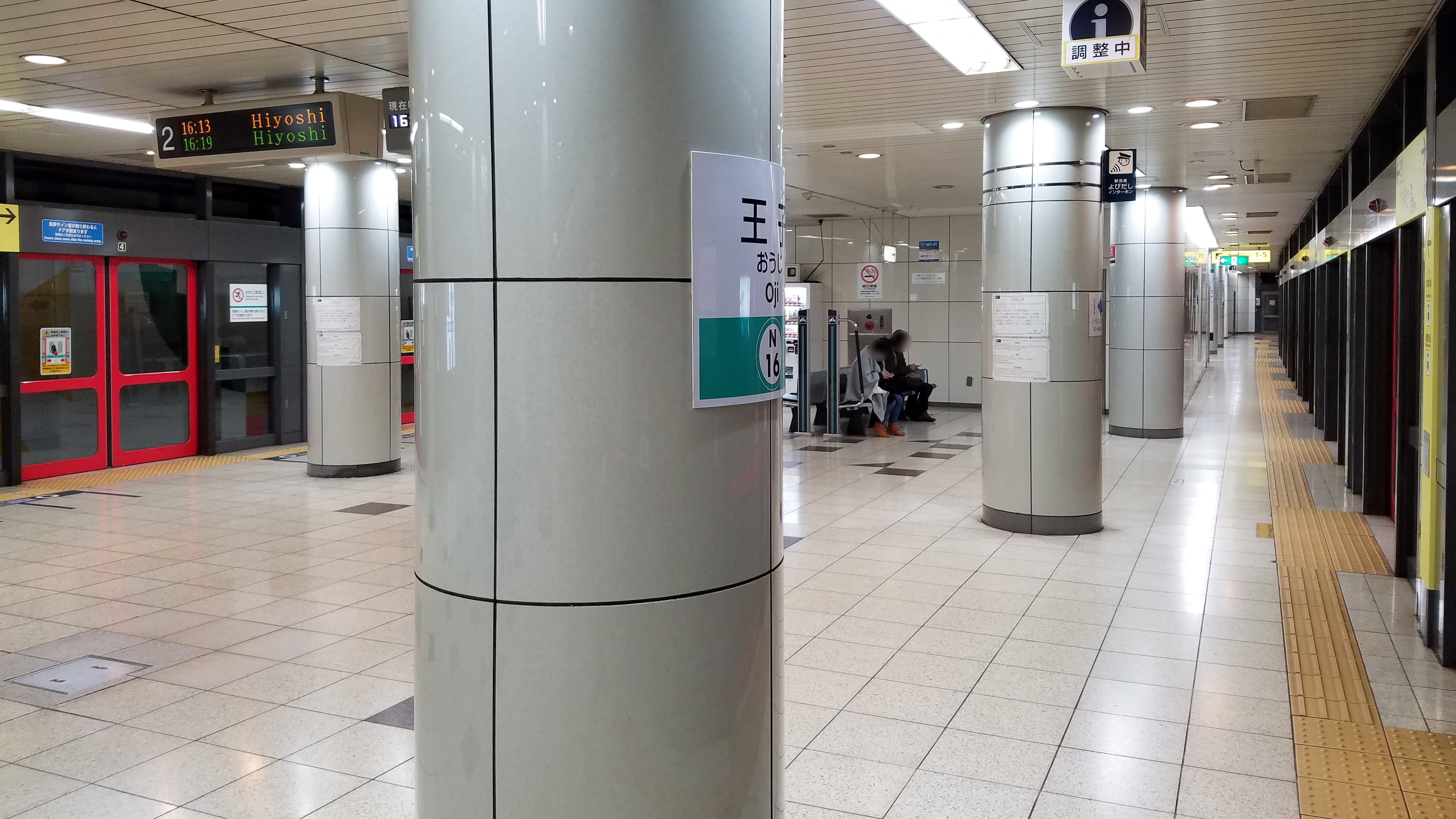
Платформа линии Намбоку

Одна платформа островного типа и 2 пути.
| 1 | ○ Линия Намбоку | Акабанэ-Ивабути, Урава-Мисоно                                       |
| 2 | ○ Линия Намбоку | Комагомэ, Нагататё, Сироканэ-Таканава, Мэгуро, (Линия Мэгуро) Хиёси |

### Toei

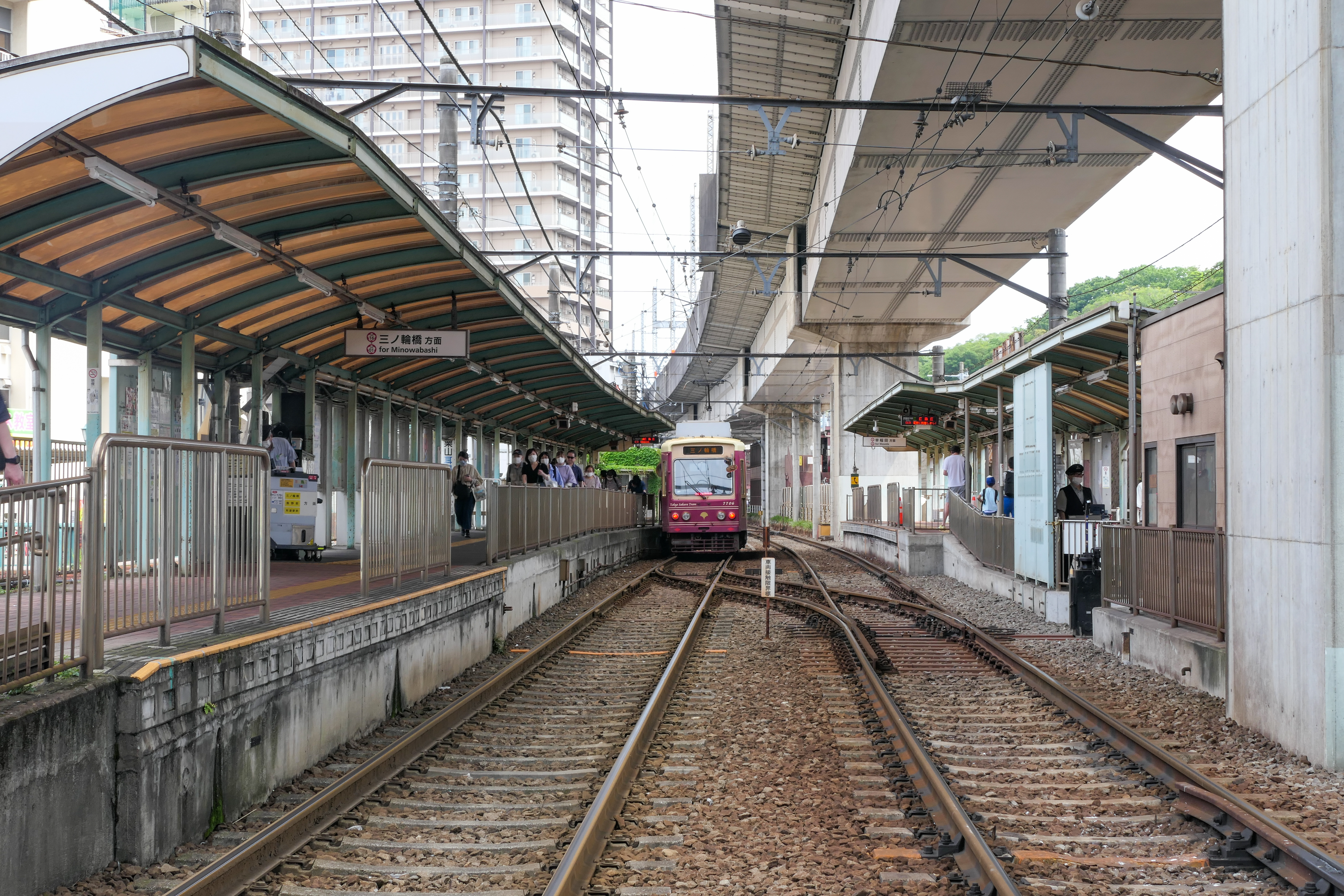
Платформа трамвайной остановки линии Тодэн-Аракава

Трамвайная остановка состоит из двух платформ бокового типа и двух путей.
| 1 | Линия Тодэн-Аракава | Оцука・Васэда     |
| 2 | Линия Тодэн-Аракава | Матия・Миновабаси |

## Близлежащие станции
| «                                           | «                   | Вид обслуживания    | »                   | »                   |
| JR East                                     | JR East             | JR East             | JR East             | JR East             |
| Линия Кэйхин-Тохоку                         | Линия Кэйхин-Тохоку | Линия Кэйхин-Тохоку | Линия Кэйхин-Тохоку | Линия Кэйхин-Тохоку |
| ------------------------------------------- | ------------------- | ------------------- | ------------------- | ------------------- |
| Ками-Накадзато                              | Ками-Накадзато      | Local               | Хигаси-Дзюдзё       | Хигаси-Дзюдзё       |
| Ками-Накадзато                              | Ками-Накадзато      | Rapid               | Хигаси-Дзюдзё       | Хигаси-Дзюдзё       |
| Tokyo Metro                                 |                     |                     |                     |                     |
| Линия Намбоку                               |                     |                     |                     |                     |
| Нисигахара                                  | Нисигахара          | -                   | Одзи-Камия          | Одзи-Камия          |
| Tokyo Metropolitan Bureau of Transportation |                     |                     |                     |                     |
| Линия Тодэн-Аракава                         |                     |                     |                     |                     |
| Асукаяма                                    | Асукаяма            | -                   | Сакаэтё             | Сакаэтё             |